# Cayo Memio
Cayo Memio (en latín, Gaius Memmius) fue cónsul suffectus de la República romana en 34 a. C., junto con Paulo Emilio Lépido.

## Familia
Hijo del pretor del año 58 a. C. y candidato para el consulado del 54 a. C. Cayo Memio y de Fausta, hija del dictador Sila.

## Carrera política
Fue tribuno de la plebe en 54 a. C. En este cargo procesó a Aulo Gabinio, cónsul en el 58 a. C., por malversación efectuada en su provincia de Siria  y a Cneo Domicio Calvino por soborno en los comicios consulares del 54 a. C.
Memio actuó como uno de los defensores en el juicio contra Marco Emilio Escauro en el mismo año. Memio era hijastro de Tito Annio Milón que se casó con su madre después de divorciarse de su padre.
Memio fue cónsul suffectus en 34 a. C., ejerciendo la magistratura entre el 1 de julio de ese año hasta el 1 de noviembre. Durante su magistratura efectuó juegos en honor de uno de los míticos ancestros de la gens Julia, Venus Genetrix.